# Rainer Erb
Rainer Erb (* 1945) ist  ein deutscher Soziologe, Privatdozent und wissenschaftlicher Mitarbeiter am Zentrum für Antisemitismusforschung der Technischen Universität Berlin. Erbs Arbeitsschwerpunkte sind die Antisemitismusforschung und angrenzende Gebiete wie Rassismus und Rechtsextremismus.

## Leben
Als Diplom-Soziologe und promovierter Religionswissenschaftler (Dr. rer. pol.) erwarb Erb um 2004 den Dr. habil. Seine Arbeitsschwerpunkte sind Juden und Judentum in der christlichen Kultur des 19. und 20. Jahrhunderts, Geschichte und Soziologie des Antisemitismus.
Er arbeitete von 1983 bis 1994 als wissenschaftlicher Angestellter am Zentrum für Antisemitismusforschung und 1995–1998 als wissenschaftlicher Angestellter am Moses-Mendelssohn-Zentrum der Universität Potsdam. Seit 1996 ist er Privatdozent am Zentrum für Antisemitismusforschung.
2010 widmeten die Wissenschaftler Michael Kohlstruck und Andreas Klärner ihr Buch Studien zu Antisemitismus und Rechtsextremismus Rainer Erb zum 65. Geburtstag.

## Schriften (Auswahl)
- Wandeln – Wandern – Marschieren, die Gangarten in der deutschen Ideologie. Dissertation. FU Berlin, 1984, DNB 860149137.
- mit Michael Schmidt (Hrsg.): Antisemitismus und jüdische Geschichte. Studien zu Ehren von Herbert A. Strauss. Wissenschaftlicher Autorenverlag, Berlin 1987, ISBN 3-88840-248-4.
- mit Werner Bergmann: Die Nachtseite der Judenemanzipation. Der Widerstand gegen die Integration der Juden in Deutschland 1780–1860 (= Antisemitismus und jüdische Geschichte. Band 1). Metropol, Berlin 1989, ISBN 3-926893-77-X.
- mit Werner Bergmann (Hrsg.): Antisemitismus in der politischen Kultur seit 1945. Westdeutscher Verlag, Opladen 1990, ISBN 3-531-11923-0.
- mit Werner Bergmann: Antisemitismus in der Bundesrepublik Deutschland. Ergebnisse der empirischen Forschung 1946–1989. Leske und Budrich, Opladen 1991, ISBN 3-8100-0865-6.
- als Hrsg.: Die Legende vom Ritualmord – Zur Geschichte der Blutbeschuldigung gegen Juden (= Dokumente, Texte, Materialien. Band 6). Metropol, Berlin 1993, ISBN 3-926893-15-X.
- mit Werner Bergmann (Hrsg.): Neonazismus und rechte Subkultur (= Dokumente, Texte, Materialien. Band 15). 1994, ISBN 3-926893-24-9.
- mit Werner Bergmann: AntiSemitism in Germany. The Post Nazi Epoch since 1945. Transaction Publ., New Brunswick, NJ 1997.
- mit Hermann Kurthen und Werner Bergmann (Hrsg.): Antisemitism and Xenophobia in Germany after Unification. Oxford University Press, New York 1997.
- mit Johannes Heil (Hrsg.): Geschichtswissenschaft und Öffentlichkeit. Der Streit um Daniel J. Goldhagen (= Fischer. Band 14065: Geschichte: Die Zeit des Nationalsozialismus). Fischer Taschenbuch, Frankfurt am Main 1998, ISBN 3-596-14065-X.
- mit Wolfgang Benz und Peter Widmann (Hrsg.): Gewalt ohne Ausweg? Strategien gegen Rechtsextremismus und Jugendgewalt in Berlin und Brandenburg. Metropol, Berlin 1999, ISBN 3-932482-28-X.
- mit Werner Bergmann: Antisemitismus in der Bundesrepublik Deutschland 1996. In: Richard Alba, Peter Schmidt, Martina Wasmer (Hrsg.): Deutsche und Ausländer: Freunde, Fremde oder Feinde? Empirische Befunde und theoretische Erklärungen. (= Blickpunkt Gesellschaft. Band 5). Westdeutscher Verlag, Opladen 2000, S. 401–438.
- mit Werner Bergmann: Anti-Semitism in the Late 1990s. In: Richard Alba, Peter Schmidt, Martina Wasmer (Hrsg.): Germans or Foreigners? Attitudes Towar Ethnic Minorities in Post-Unification Germany. Palgrave Macmillan, New York/Houndsmills/Basingstoke 2003, S. 163–186.
- Zeichen und Symbole der Rechtsextremen. Landeszentrale für politische Bildung Thüringen, Erfurt 2009, ISBN 978-3-937967-51-6.
- mit Wolfgang Kühnel: Ausbildungserfahrungen und Berufsalltag von Migranten in der Berliner Polizei. Verlag für Polizeiwissenschaft, Frankfurt am Main 2011, ISBN 978-3-86676-170-4.